# آنیتا فارا
آنیتا فارا (ایتالیایی: Anita Farra؛ ‏ ۱۵ ژوئیهٔ ۱۹۰۵ – ۴ اوت ۲۰۰۸) بازیگر اهل ایتالیا بود.
از فیلم‌هایی که وی در آن نقش داشته است، می‌توان به عشق یعنی حسادت، آنجا که خورشید نمی‌تابد، شهر رنج، صدای بی رخ، معشوقه پنهانی و پالیو اشاره کرد.